# Don Valley-Ouest (circonscription provinciale)
Circonscription électorale provinciale du Canada
Don Valley-Ouest ((en) Don Valley West) est une circonscription provinciale de l'Ontario représentée à l'Assemblée législative de l'Ontario depuis 1999.

## Géographie

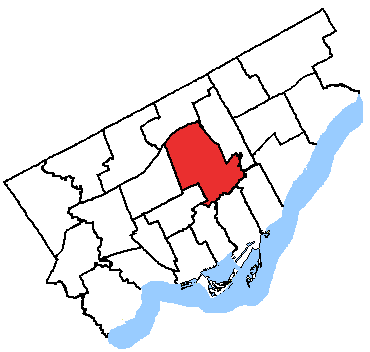
Don Valley-Ouest (2003-2018)

La circonscription est située dans le sud de l'Ontario, plus précisément une partie du centre-ville de Toronto incluant les quartiers de York Mills, Silver Hills, la moitié ouest de Don Mills, la moitié est de Lawrence Park, Leaside et Thorncliffe Park.
Les circonscriptions limitrophes sont Don Valley-Nord, Don Valley-Est, Eglinton—Lawrence, Toronto—St. Paul's, University—Rosedale, Toronto—Danforth et Willowdale.     

## Historique
| Législature                                                | Années       | Député           | Député         | Parti                     |
| ---------------------------------------------------------- | ------------ | ---------------- | -------------- | ------------------------- |
| Circonscription issue de Don Mills, York Mills et Eglinton |              |                  |                |                           |
| 37e                                                        | 1999–2003    |                  | David Turnbull | Progressiste-conservateur |
| 38e                                                        | 2003–2007    |                  | Kathleen Wynne | Libéral                   |
| 39e                                                        | 2007–2011    |                  | Kathleen Wynne | Libéral                   |
| 40e                                                        | 2011–2014    |                  | Kathleen Wynne | Libéral                   |
| 41e                                                        | 2014–2018    |                  | Kathleen Wynne | Libéral                   |
| 42e                                                        | 2018–2022    |                  | Kathleen Wynne | Libéral                   |
| 43e                                                        | 2022–Présent | Stephanie Bowman |                | Libéral                   |

## Circonscription provinciale
Depuis les élections provinciales ontariennes du 4 octobre 2007, l'ensemble des circonscriptions provinciales et des circonscriptions fédérales sont identiques.